# Katalog južnih galaktika
Katalog južnih galaktika, kratica SGC (puni eng. naziv Southern Galaxy Catalogue) je astronomski katalog galaktika. 
Autori su Harold G. Corwin, Antoinette i Gérard de Vaucouleurs.
Katalog sadrži nekih 5472 galaktika, većih od 1,5 do 2 lučne minute i koje su deklinacije južno od -17 stupnjeva. Sadrži što je točniji mogući položaj objekata, morfološke vrste, klasificiranje po luminoznosti. Gotovo je potpun za logD>1,52.